# Лавриненко, Владимир Николаевич
Влади́мир Никола́евич Лаврине́нко (род. 1 января 1935, Уяр, Красноярский край, СССР) — советский и российский философ, специалист по социальной философии. Автор и научный редактор учебников политологии, психологии и этике делового общения, социологии и философии. Доктор философских наук, профессор.

## Биография
Родился 1 января 1935 года в Уяре.
В 1957 году окончил юридический факультет Томского государственного университета.
В 1964 году окончил аспирантуру философского факультета МГУ имени М. В. Ломоносова и там же защитил диссертацию на соискание учёной степени кандидата философских наук по теме «Сочетание общественных и личных интересов как характерный принцип социалистических производственных отношений»
Старший преподаватель, доцент, профессор и заведующий кафедрой философии (1969—1982) Красноярского политехнического института.
В 1978 году в МГУ имени М. В. Ломоносова защитил диссертацию на соискание учёной степени доктора философских наук по теме «Проблема социальных интересов в историческом материализме: методологические аспекты анализа в свете ленинского теоретического наследия».
В 1982—1987 годах — профессор кафедры научного коммунизма, заместитель директора научно-исследовательского Центра и проректор по научной работе Высшей комсомольской школы при ЦК ВЛКСМ.
С 1987 года — заместитель заведующего кафедрой а с 1989 года — заведующий кафедрой философии Московской высшей партийной школы/Институт общественно-политических проблем/Российского социально-политического института ЦК КП РСФСР.
С 1993 года — профессор и заведующий кафедрой (1993—2009) философии и социологии Всероссийского заочного финансово-экономического института.
Действительный член Международной академии информатизации и Российской академии естественных наук (по отделению экономики и социологии).
Член Диссертационного совета Д 521.004.03 при Московском гуманитарном университете.

## Научная деятельность
В работах Лавриненко рассмотрены вопросы теории личности и общественных отношений, а также вопросы общественного сознания, включая проблемы структуры мировоззрения личности и социальных групп. В трудах посвящённых социальным интересам им были предложены и обоснованы идеи об интересах, выступающих в качестве проявлений «объективных отношений субъекта к социальному миру — отношений его социального самоутверждения»; об осознании общественных интересов в идеологии и психологии общества; истинные и ложные (иллюзорные) интересы и критерии их определения; соотношение объективных интересов субъектов и интересов выступающих проявлениями их сознания. Кроме того Лавриненко была выдвинута идея о взаимодействии различных сторон мировоззрения субъектов — познавательной, побудительно-мотивационной и ценностно-ориентированной.

## Научные труды

### Монографии
- Лавриненко В. Н. Проблема социальных интересов в ленинизме. — М.: Мысль, 1978. — 188 с.
- Лавриненко В. Н., Скрипкина Ж. Б., Юдин В. В. Политология: курс лекций. — М.: Волтерс Клувер[англ.], 2010. — 401 с.
- Социальная работа: российский энциклопедический словарь / ред. В. И. Жуков. — М.: Союз, 1997. — 358 с. — (Энциклопедия социального образования). ISBN 5-7139-0039-8

### Учебники и учебные пособия
- Лавриненко В. Н. Структура и уровни социологического знания // Социология. Уч. пос. М., 1993;
- Социальная философия: Учеб. пособие для вузов / Всерос. заоч. финансово-экон. ин-т; В. Н. Лавриненко и др.; Под ред. В. Н. Лавриненко. — М. : Культура и спорт, 1995. — 238 с. ISBN 5-85178-019-3
- Лавриненко В. Н., Нартов Н. А. Основы социологических знаний: Учебное пособие. — М. : Люкс-Арт, 1995. — 258 с. — (Вуз. Социология) ISBN 5-86997-005-9
- Философия в вопросах и ответах : Учеб. пособие для студентов вузов / Подгот.: В. Н. Лавриненко и др.; Под ред. В. Н. Лавриненко. — М. : ЮНИТИ, 2003. — 451 с. (Cogito ergo sum) ISBN 5-238-00589-X
- Философия: Учебник / Под ред. проф. В. Н. Лавриненко. — 2-е изд., испр. и доп. — M.: Юристъ. 2004. — 520 с.
- Лавриненко В. Н., Путилова Л. М. Исследование социально-экономических и политических процессов: учебное пособие для студентов высших учебных заведений, обучающихся по специальности 080504 (061000) "Государственное и муниципальное управление". — 2-е изд., перераб. и доп. — М. : Вузовский учебник, 2008. — 204 с. (Вузовский учебник) ISBN 978-5-9558-0050-9
- Психология и этика делового общения: учебник для бакалавров : для студентов высших учебных заведений: углубленный курс / Брега А. В. и др.; под ред. В. Н. Лавриненко, Л. И. Чернышовой. — 6-е изд., перераб. и доп. — М.: Юрайт, 2012. — 591 с. (Учебник) (Бакалавр) ISBN 978-5-9916-1776-5
- Концепции современного естествознания: учебник для студентов высших учебных заведений / В. Н. Лавриненко и др.; под ред. В. Н. Лавриненко, В. П. Ратникова. — 4-е изд., перераб. и доп. — М.: ЮНИТИ, 2012. — 319 с. ISBN 978-5-238-01225-4
- Лавриненко В. Н., Путилова Л. М. Исследование социально-экономических и политических процессов: учебник для бакалавров : учебное пособие для студентов высших учебных заведений по специальности 080504 (061000) "Государственное и муниципальное управление". — 3-е изд., перераб и доп. — М. : Юрайт, 2014. — 250 с. (Бакалавр. Базовый курс) ISBN 978-5-9916-3369-7
- Социология: учебник / В. Н. Лавриненко и др.; науч. ред. В. Н. Лавриненко. — 4-е изд., перераб. и доп. — М.: Проспект, 2014. — 480 с. ISBN 978-5-392-01576-4
- Политология: учебник и практикум для академического бакалавриата : учебник для студентов высших учебных заведений, обучающихся по гуманитарным направлениям и специальностям / Лавриненко В. Н. и др.; под ред. В. Н. Лавриненко. — 5-е изд., перераб. и доп. — М.: Юрайт, 2014. — 522 с.  (Бакалавр. Академический курс) ISBN 978-5-9916-3353-6
- Лавриненко В. Н., Кафтан В. В., Чернышова Л. И. Философия: учебник и практикум для академического бакалавриата: для студентов высших учебных заведений / под ред. В. Н. Лавриненко; Финансовый ун-т при правительстве Российской Федерации. — 7-е изд., перераб. и доп. — М.: Юрайт, 2015. — 709 с. (Бакалавр. Академический курс) ISBN 978-5-9916-4191-3
- Концепции современного естествознания: учебник для бакалавров: для студентов высших учебных заведений / Голичев В. Д., Голубь В. Ф., Лавриненко В. Н. и др.; под ред. проф. В. Н. Лавриненко. — 5-е изд., перераб. и доп. — М.: Юрайт, 2015. — 462 с. (Министерство образования и науки РФ рекомендует) (Бакалавр. Базовый курс) ISBN 978-5-9916-2368-1 : 1500 экз.

### Статьи
- Лавриненко В. Н. Интересы как категория исторического материализма // Вестник МГУ. Сер. "Экономика и философия". — 1964. — № 1.
- Лавриненко В. Н. Проблема осознания социального интереса в работах В. И. Ленина // Некоторые актуальные проблемы в марксистской социологии. Красноярск, 1975;
- Лавриненко В. Н. Политические отношения // Теория общественных отношений. — М., 1986;
- Лавриненко В. Н. Социологическая мысль в России конца XIX — начала XX века // Теория общественных отношений. — М., 1986;
- Лавриненко В. Н. Методологическое значение теории социальных интересов в исследовании современных общественных явлений // Знание. Понимание. Умение. — 2012. — № 1. — С. 38—43.
- Лавриненко В. Н. Духовная жизнь общества: социально-философское измерение // Знание. Понимание. Умение. — 2012. — № 3. — С. 193—198
- Лавриненко В. Н. Метод социальной диалектики в политических исследованиях // Знание. Понимание. Умение. — 2012. — № 4. — С. 324—326.
- Лавриненко В. Н. Духовная жизнь общества как общественное достояние // Политика и общество. — 2012. — № 12 (96). — С. 51-58.
- Титов В. А., Лавриненко В. Н. О действительных механизмах межкультурной коммуникации // Философия и культура. — 2012. — № 3 (51). — С. 47—53.

### Другое
- Лавриненко, В. Н. Культурная революция и интересы социализма: (Материал в помощь лектору) / Краснояр. краев. организация О-ва "Знание". Науч.-метод. совет по пропаганде обществ.-полит. знаний. — Красноярск : [б. и.], 1967. — 29 с.